# Idrætsforening
En idrætsforening er en forening, hvis formål er at give medlemmerne mulighed for at dyrke idræt.

## Idræt som begreb
Begrebet "idræt" forklares som legemsøvelser med fysisk aktivitet for at få motion og rekreation, men foreningerne kan have en anden definition på idræt i deres formålsparagraf.
Definitionsmæssigt forbindes "idræt" som begreb generelt ikke med konkurrence, hvorimod begrebet "sport" er forbundet med konkurrence.
I de senere år er begrebet "kunkurrenceidræt" dukket op, hvor der typisk i denne forbindelse menes idræt for børn og unge, hvor der indgår konkurrence (sport).

## Folkeskolereformen i 2014
Jævnfør undersøgelse foretaget af Epinion er medlemstallet i mange foreninger faldet som en konsekvens af folkeskolereformen 2014. Imidlertid viste en lokal undersøgelse i Københavns Kommune i 2015, at 37,1 % af idrætsforeningerne i København havde fået flere børne- og ungdomsmedlemmer, mens kun 15,2 % af idrætsforeningerne i kommunen havde færre børne- og ungdomsmedlemmer efter folkeskolereformen.

## Organisationer i Danmark
I Danmark vil foreninger som varetager idræt ofte være medlem af en af følgende paraplyorganisationer, der i øvrigt også organiserer sport:
- Danmarks Idrætsforbund (DIF) der omfatter 61 specialforbund med specifikke discipliner. Under disse specialforbund er der organiseret mere end 9000 foreninger, der tilsammen over 1,9 millioner medlemmer i DIF.[8]
- DGI (Danske Gymnastik & Idrætsforeninger) der består af 16 landsdelsforeninger, der igen har lokale foreninger som medlemmer. Der er omkring 6000 foreninger med 1,5 millioner medlemmer i DGI.[9]
- Dansk Firmaidrætsforbund der arbejder for at inspirere arbejdspladser til firmaidræt og sundhedsfremme. Der er 92 lokale firmaidrætsforeninger og et antal brancheforbund under Dansk Firmaidrætsforbund med omkring 321.000 medlemmer.[10]